# 孙家渡同善桥
孙家渡同善桥，桥梁上刻孙家渡同善硚，是位于湖北省武汉市蔡甸区永安街道向集村与红城村交界处孙家渡湾以南的一座桥梁。2011年3月21日被列为武汉市文物保护单位。

## 桥梁情况

### 桥梁
该桥单孔石梁桥，呈南北走向，跨4.5米。桥面宽3米，桥板为7条长6.2米、宽42厘米、厚40厘米的麻石条并列铺设。东西两侧石条中央刻有“孙家渡同善桥”6字。桥梁跨越“奓河”，桥板两侧有4处大孔洞，用途不明；小孔洞为附近村民防止有人落水钻孔修建钢筋栏杆所留，后应文物部门要求拆除。

### 桥台及护坡
桥梁两侧的护坡呈“八”字形，有麻石及红砂石交替砌筑，在靠近水面处红砂石处还有铁环。部分学者认为该铁环是用于撑船。

## 铭文
桥两侧石板上刻有铭文
|            | 甲辰年奉慈母涂氏命，经理募化人罗良栋/义/勋，赞成人蜀东李鼎铭、族兄罗佑之，戊午年奉慈母涂氏命，募化工竣…… |
| ——桥梁铭文 | |

从文字推测，此桥系由罗姓三人于清光绪甲辰年（1904年）奉其母之命牵头筹资修建。

## 文物保护情况
2011年3月21日，被武汉市人民政府列为第五批武汉市文物保护单位。
其保护范围为：孙家渡同善桥本体及周围一定范围。四至：以桥体外沿为界，东、西面各向外延伸至桥身外20米，南、北面各向外延伸至引桥端点外10米。
其建设控制地带为：以保护范围四至为界，东、西面各向外延伸40米，南北面各向外延伸20米。

## 图集

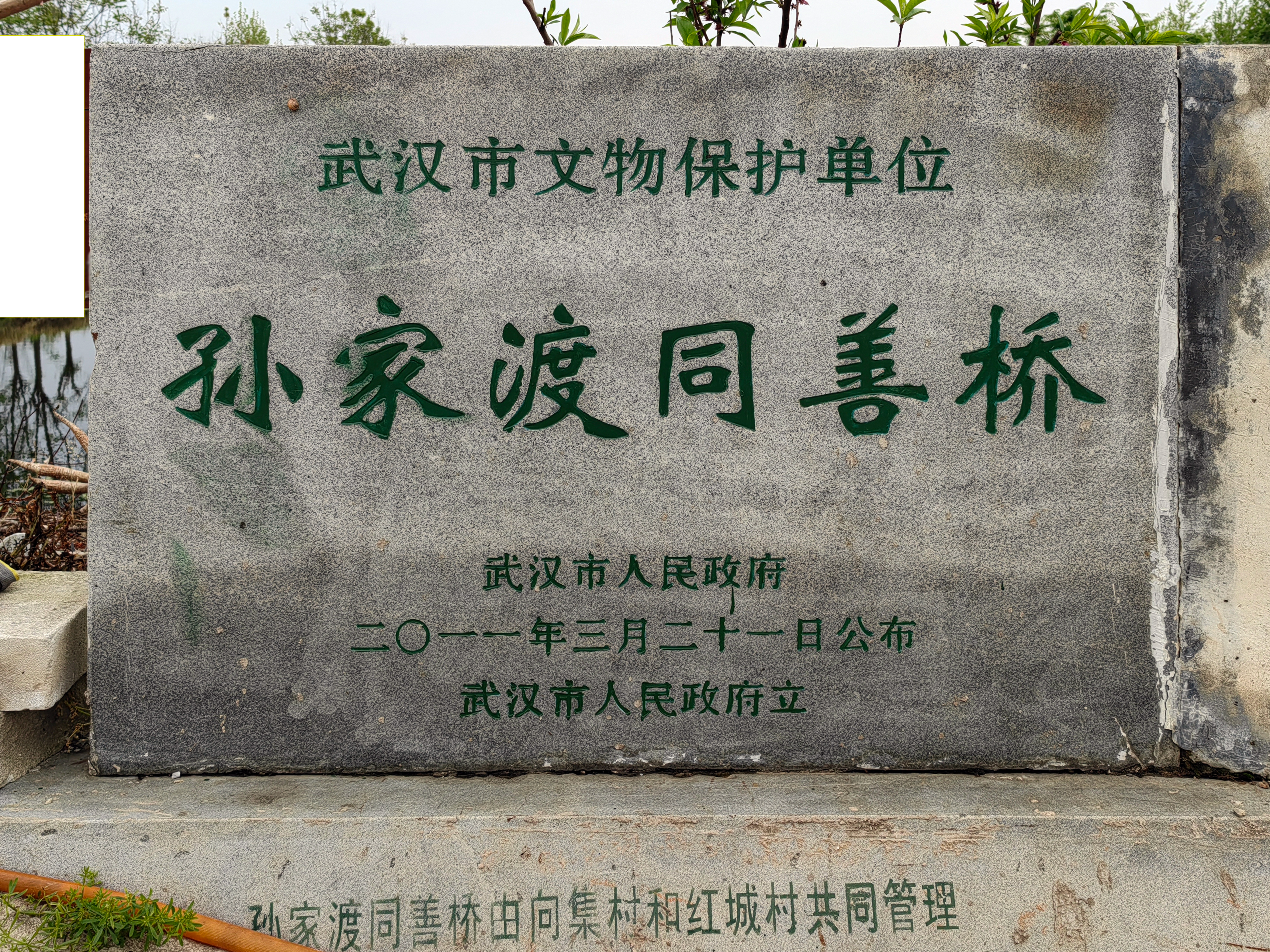
文物保护单位标志
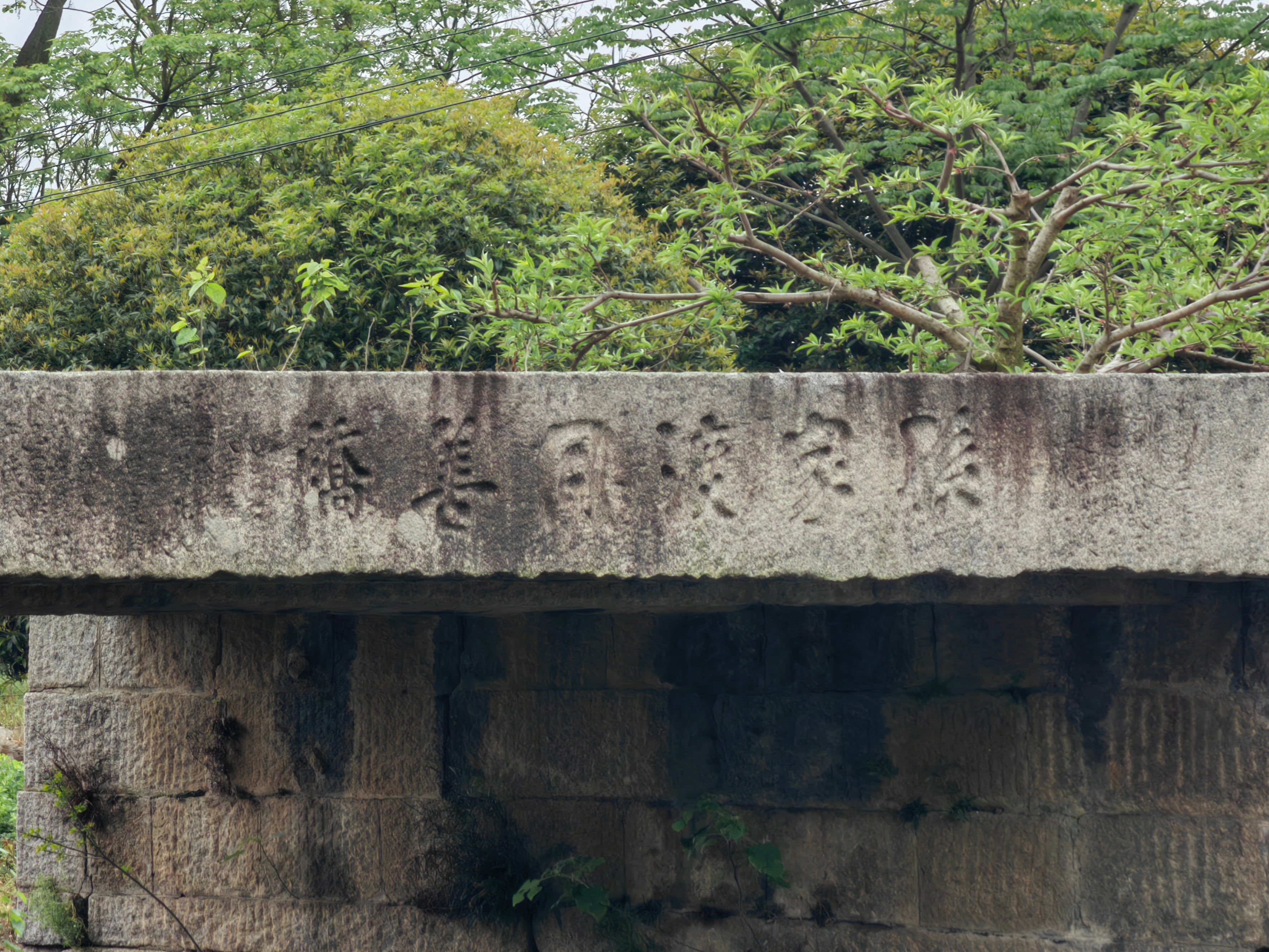
西侧桥梁铭文
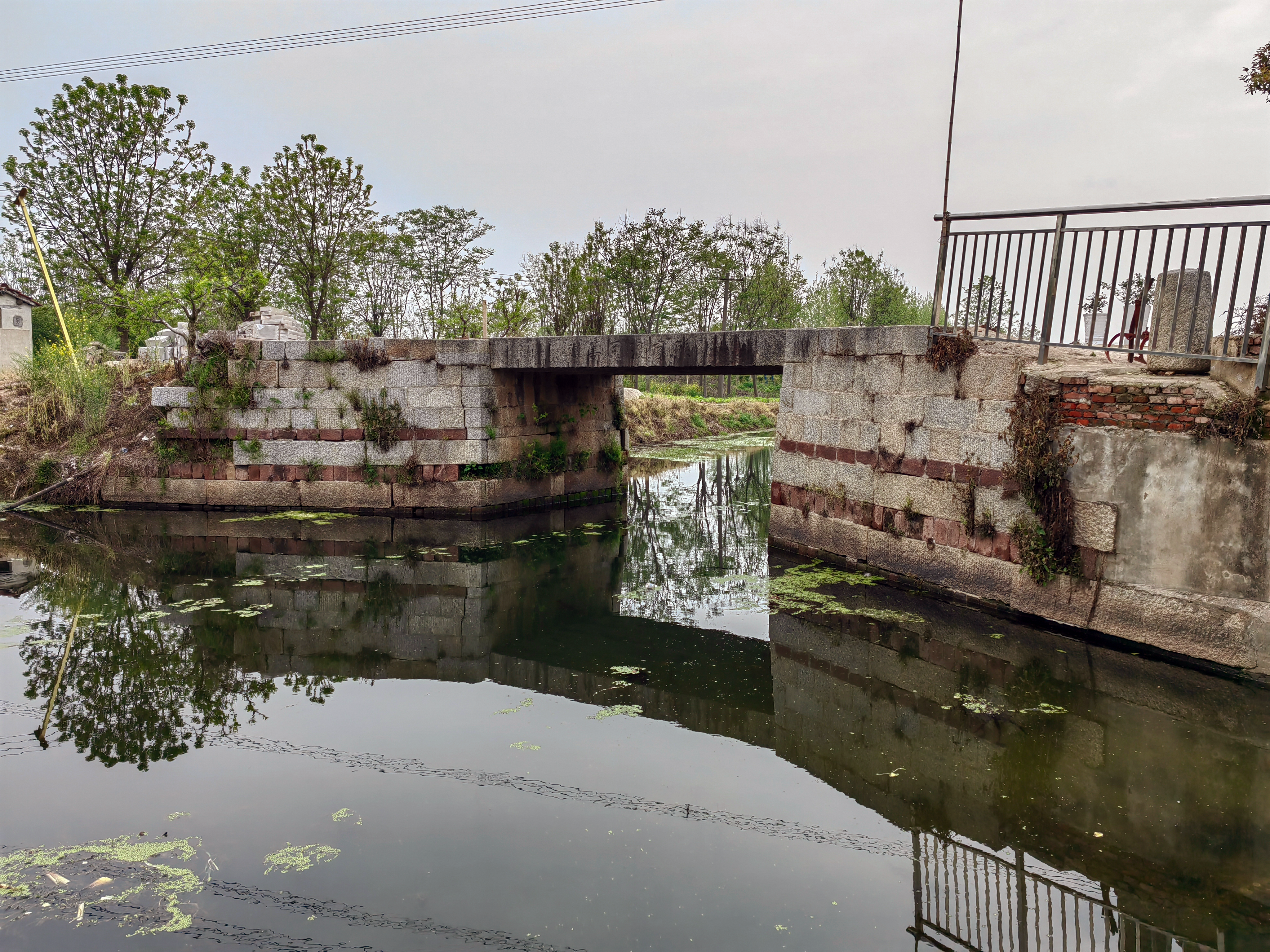
东侧总览
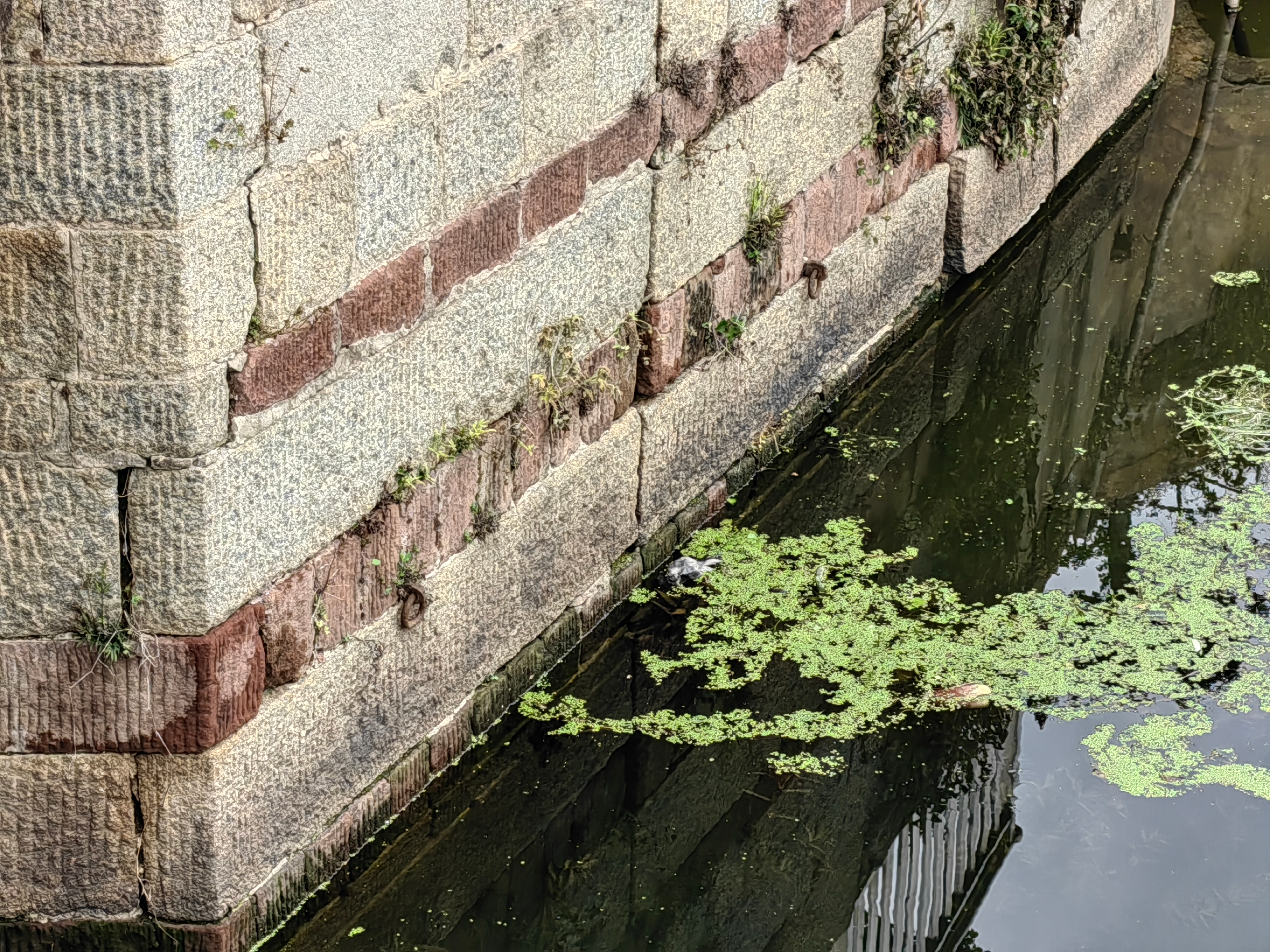
铁环
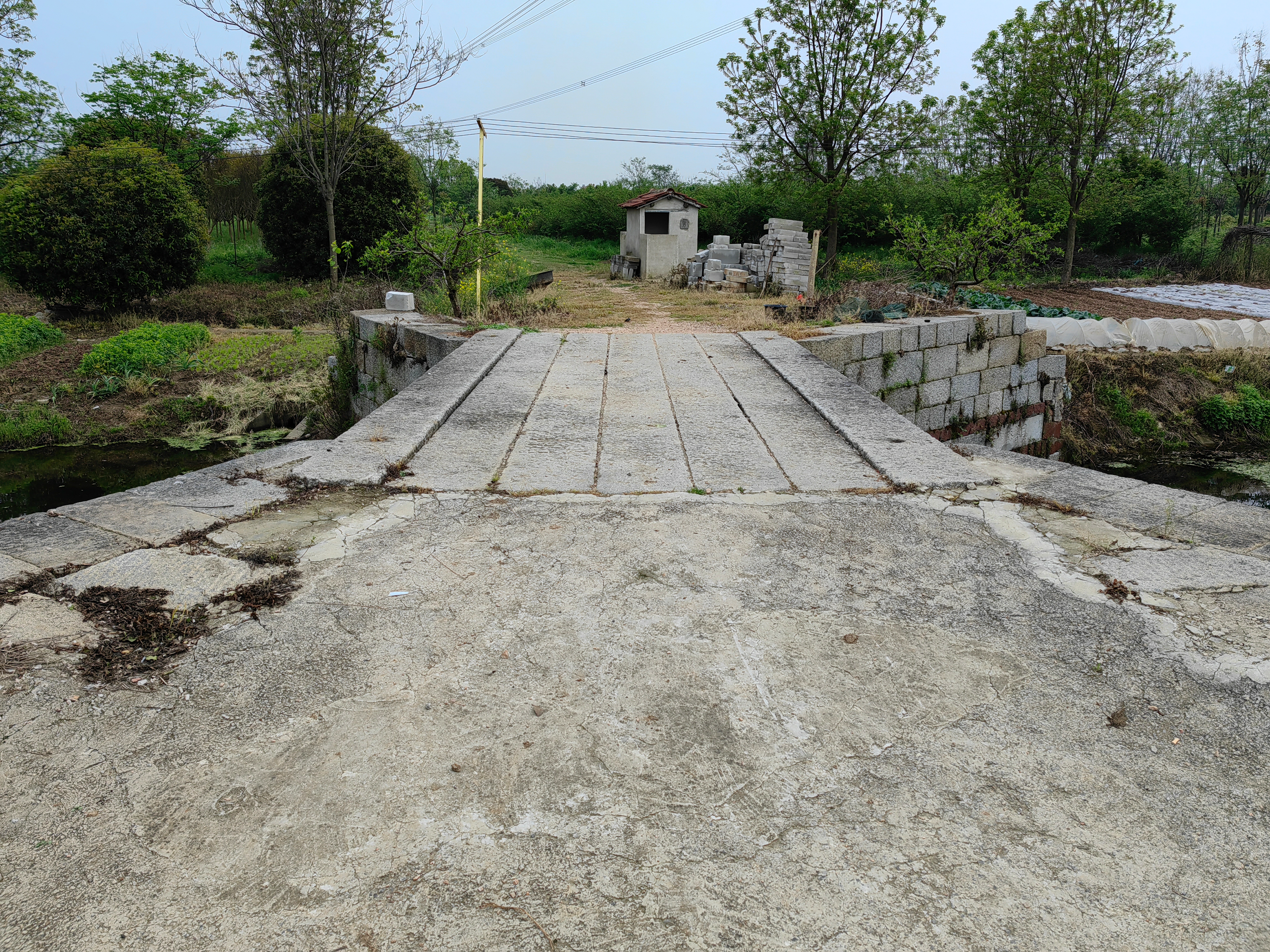
桥板